# Costellazione di EURione

La costellazione di EURione è costituita da cinque anelli

La costellazione di EURione è uno schema di simboli che si trova su diversi disegni di banconote all'incirca dal 1996. Il disegno è stato aggiunto per aiutare il software a rilevare la presenza di una banconota in un'immagine digitale. Tale software può quindi impedire la riproduzione delle banconote allo scopo di evitare le falsificazioni usando le fotocopiatrici a colori.

## Descrizione

Sulla precedente banconota da £20, detta Elgar della Bank of England, la costellazione di EURione appare sotto forma di "note musicali"

Il nome "costellazione di EURione" ("EURion constellation") fu coniato da Markus Kuhn, che scoprì lo schema all'inizio del 2002, quando notò che una fotocopiatrice a colori Xerox rifiutava di riprodurre banconote. La parola è una sincrasi di EUR, la designazione dell'euro nell'ISO 4217, e Orione, una costellazione di forma similare.
La costellazione di EURione descritta la prima volta da Kuhn è costituita da uno schema di cinque cerchietti gialli, verdi o arancione, schema ripetuto in aree delle banconote con diversi orientamenti. La sola presenza di cinque di questi cerchietti in un'immagine è sufficiente perché alcune fotocopiatrici a colori si rifiutino di processare. Andrew Steer più tardi notò un semplice rapporto intero tra il quadrato delle distanze dei cerchietti vicini, che dà ulteriori informazioni su come lo schema dovrebbe essere individuato efficientemente dal software di elaborazione delle immagini.
La costellazione di EURione è più evidente, e di conseguenza individuata per la prima volta, nella banconota da 10 euro.
Alcune banche integrano strettamente la costellazione con il resto del disegno della banconota. Nelle banconote tedesche, i cerchietti di EURione formavano il cerchio più interno in uno schema di cerchi concentrici. Al fronte della ex banconota da 20 sterline della Bank of England (tipo "Elgar"), appaiono in verde come le teste di note musicali, mentre in quella successiva (tipo "Smith") del 2007 i cerchi semplicemente si raggruppano intorno al testo '£20'. Su alcuni biglietti del dollaro statunitense formano il numero zero nei piccoli numeri gialli che mostrano il valore della banconota.
I dettagli tecnici riguardanti la costellazione di EURione sono mantenuti segreti dagli inventori e dalle banche che li utilizzano. Un brevetto fa pensare che lo schema e l'algoritmo per l'identificazione siano stati progettati alla OMRON Corporation, una compagnia elettronica giapponese. Non è neanche chiaro se questa caratteristica abbia o meno un nome ufficiale. Il termine "Omron anti-photocopying feature" è apparso nell'agosto 2005 in una informazione alla stampa rilasciata dalla Reserve Bank of India.

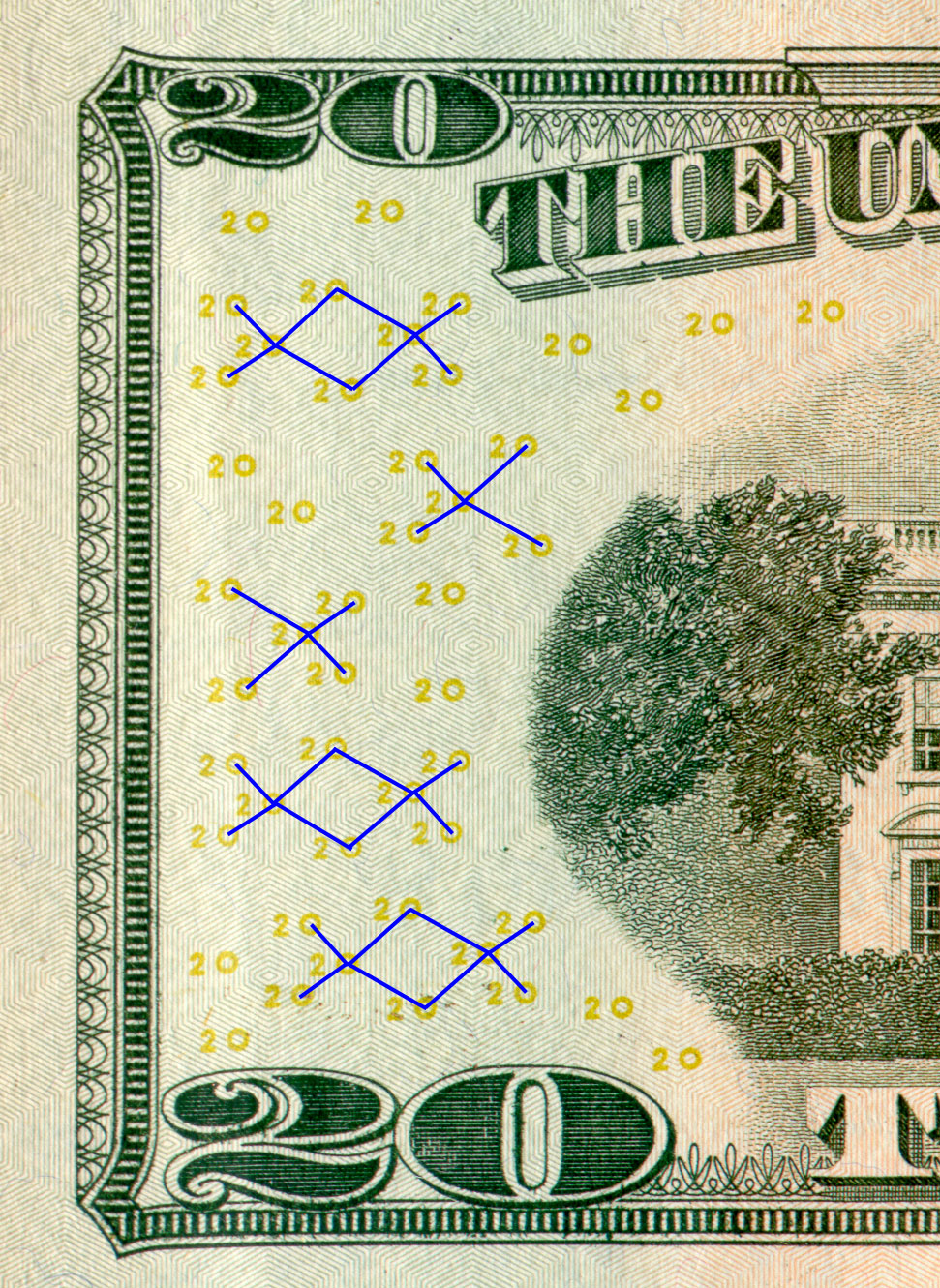
La costellazione di EURione indicata dai tratti blu su un biglietto da $20

## Uso
La tavola che segue elenca le banconote su cui è stata apposta la costellazione di EURione:
| Valuta                         | Banconote con la costellazione di EURione                                            | Banconote senza EURione                                                 |
| ------------------------------ | ------------------------------------------------------------------------------------ | ----------------------------------------------------------------------- |
| Dram armeno                    | 1000 dram (2001), 5000 dram (2003), 10000 dram (2003)                                | 20000 e commemorativa da 50000 dram                                     |
| Fiorino arubano                | tutte (2003)                                                                         |                                                                         |
| Scellino austriaco             | 500 e 1000 scellini (1997)                                                           | 20, 50, 100 e 5000 scellini                                             |
| Dollaro australiano            | Commemorativa $5 (2001)                                                              | Banconote standard                                                      |
| Franco belga                   | 500 franchi (1998), 1000 franchi (1997), 10000 franchi (1997)                        | 100, 200 e 2000 franchi                                                 |
| Lev bulgaro                    | tutte (1999)                                                                         |                                                                         |
| Dollaro canadese               | tutte (2001)                                                                         |                                                                         |
| Franco CFA                     | tutte (sia dell'Africa occidentale sia Centrale, 2003)                               |                                                                         |
| Renminbi cinese                | ¥1 (2004), 2005 modificate le banconote da ¥5 in su                                  |                                                                         |
| Franco delle Comore            | 500 (2006), 1000 e 2000 franchi (2005)                                               | 2500, 5000 e 10000 franchi                                              |
| Kuna croata                    | 5, 10, 20 kuna (2001), 50, 100 e 200 kuna (2002)                                     | 500 e 1000 kuna                                                         |
| Corona ceca                    | 2000 (2007), 1000 (2008)                                                             | 50, 100, 500, 1000, 5000                                                |
| Corona danese                  | tutte (serie 1997 e 2002)                                                            |                                                                         |
| Franco gibutiano               | 1000 franchi (2005)                                                                  | 2000, 5000 e 10000 franchi                                              |
| Fiorino olandese               | 10 fiorini (1997)                                                                    | 25, 50, 100, 250, 1000 fiorini                                          |
| Sterlina egiziana              | LE 5 (2002), LE 10 (2003), LE 20 (2001), LE 50 (2001), LE 100 (2000)                 | 25 piastre, 50 piastre, LE 1                                            |
| Euro                           | tutte (2002)                                                                         |                                                                         |
| Corona delle Fær Øer           | tutte (2001)                                                                         |                                                                         |
| Franco francese                | 100 franchi (1997)                                                                   | 50, 200 e 500 franchi                                                   |
| Marco tedesco                  | 50, 100, 200 marchi (1996-2002)                                                      | 5, 10, 20, 500, 1000 marchi                                             |
| Fiorino ungherese              | 500 (2007), 2000, 10000 fiorini (2008)                                               | 200, 1000, 5000, 20000 fiorini                                          |
| Rupia indiana                  | 50 (2006), 100 (2005), 500 (2000, entrambe quelle della 2ª serie), 1000 rupie (2000) | 5, 10, 20, 50 (ante 2006), 1ª serie delle 100 (1996) e 500 (1997) rupie |
| Yen                            | Commemorativa ¥2000 (serie D, 2000), serie E (2004)                                  |                                                                         |
| Ariary malgascio               | 100, 200, 500, 1000 ariary (2004)                                                    | 2000, 5000, 10000 ariary                                                |
| Peso messicano                 | $1000 (2004), $50 (2005), $20 (2007)                                                 | $20 (2000-2007), $50 (1993-2005), $100, $200, $500                      |
| Dirham marocchino              | tutte (2002)                                                                         |                                                                         |
| Fiorino delle Antille olandesi | 10, 25, 50, 100 fiorini (1998)                                                       | 250 fiorini (1986)                                                      |
| Corona norvegese               | tutte (1999)                                                                         |                                                                         |
| Sterlina britannica            | Bank of England £5 (2002), £10 (2000), £20 (1999 & 2007)                             | £50 (non ancora aggiornata)                                             |
| Leu rumeno                     | tutte (2005)                                                                         |                                                                         |
| Dollaro di Singapore           | tutte (1999)                                                                         |                                                                         |
| Corona slovacca                | 200, 500, 1000, e 5000 corone (1999)                                                 | 20, 50 e 100 corone                                                     |
| Dollaro statunitense           | $5 (serie 2006), $10 (serie 2004A), $20 (serie 2004), $50 (serie 2004)               | $1, $2, $100                                                            |
| Rand sudafricano               | tutte (2005)                                                                         |                                                                         |
| Won sudcoreano                 | tutte (2006/2007)                                                                    |                                                                         |
| Corona svedese                 | Kr 50 (2006), Kr 100 (2001), Kr 500 (2001), Kr 1000 (2006)                           | 20 corone                                                               |
| Dinaro tunisino                | 10 dinari (2005)                                                                     | 5, 20 e 30 dinari commemorativi                                         |
| Nuova lira turca               | tutte (2005)                                                                         |                                                                         |

## Altri meccanismi per l'identificazione delle banconote

### Software Adobe
Gli utenti di versioni recenti di programmi per l'elaborazione delle immagini, come Adobe Photoshop o Paint Shop Pro, hanno riscontrato che anche con questi software non è possibile stampare banconote. Secondo un articolo di Wired, il codice di individuazione delle banconote in queste applicazioni, denominato Counterfeit Deterrence System (CDS), sarebbe stato elaborato dal Central Bank Counterfeit Deterrence Group e fornito a compagnie come Adobe sotto forma di modulo binario. Tuttavia esperimenti di Steven J. Murdoch e di altri hanno mostrato che questo codice di individuazione delle banconote non si applica all'EURione. Il software individua invece la filigrana digitale inserita nelle banconote, sviluppata da Digimarc (cfr. Central Bank Counterfeit Deterrence Group).